# Mitjurin
Mitjurin (russisk: Мичурин) er en sovjetisk film fra 1948 instrueret af Aleksandr Dovsjenko.
Filmen handler om den russiske videnskabsmand Ivan Mitjurin (1855–1935), der forskede i selektion. Filmen er baseret på et af Dovsjenkos skuespil.

## handling
Filmen foregår i 1912 i Det russiske kejserrige. Mitjurin har afvist at tage til USA og fortsætter sine arbejder i Rusland på trods af zarens regering, kirken og de etablerede forskere. Mitjurin støttes af visionære russiske forskere. Efter Oktoberrevolutionen bliver Mitjurins lille have i fødebyen Kozlov omdannet til stort forskningscenter. 

## Medvirkende
- Grigori Belov som Ivan Mitjurin
- Vladimir Solovjov som Kalinin
- Aleksandra Vasiljeva som Aleksandra Mitjurina
- Nikolaj Sjamin som Terentij
- Fjodor Grigorjev som Kartasjov